# Dorfkirche Möthlitz

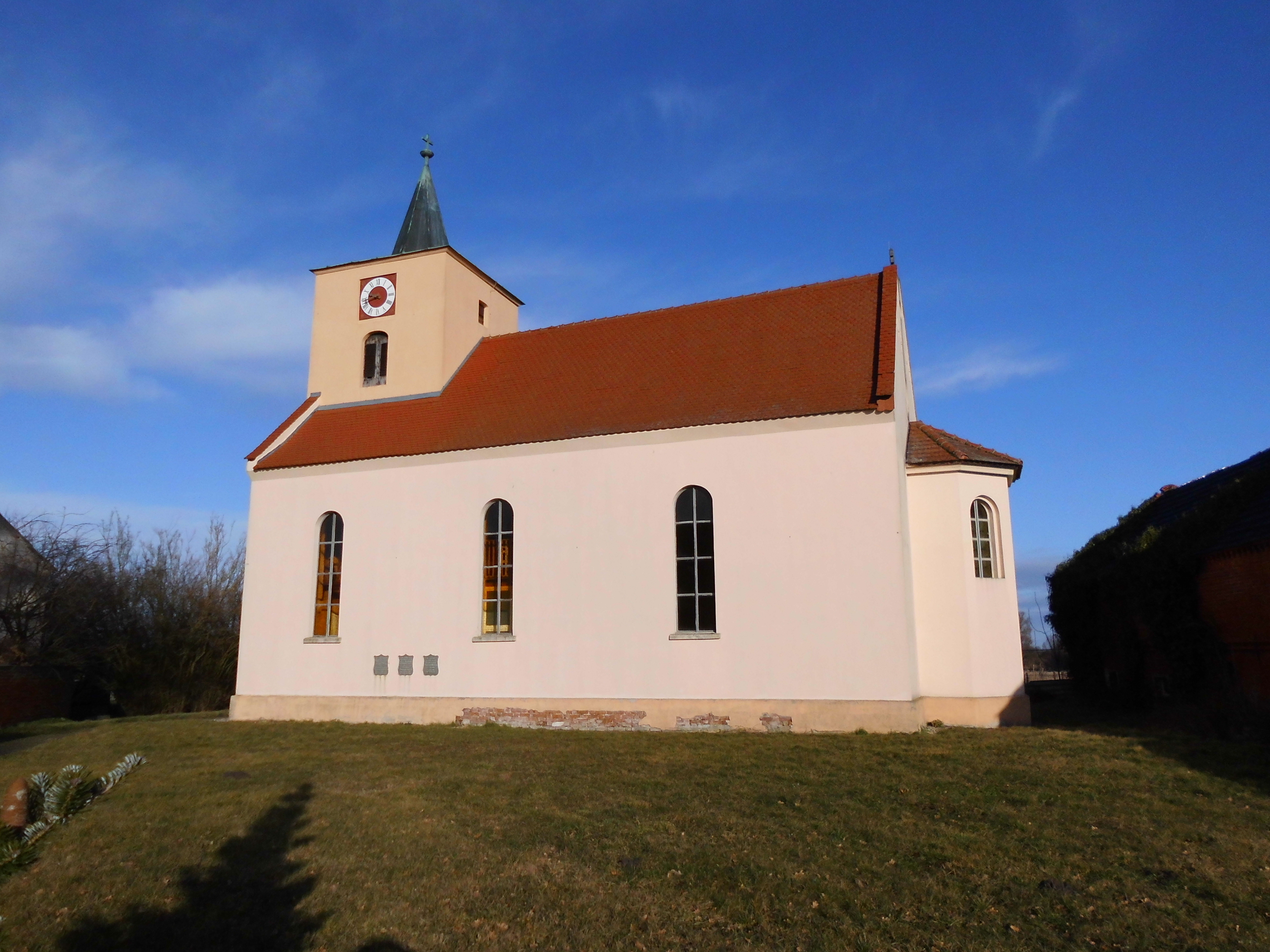
Dorfkirche Möthlitz – Ansicht von Süden

Die Dorfkirche in Möthlitz ist eine Kirche in Möthlitz, einem Ortsteil der Gemeinde Milower Land, im Land Brandenburg und befindet sich etwas zurückgesetzt von der Straße in Dorfmitte, gegenüber dem Gutshaus Möthlitz. Die Kirche gehört Evangelischen Kirchenkreis Elbe-Fläming der Evangelischen Kirche in Mitteldeutschland.

## Geschichte
Die Kirche wurde in der zweiten Hälfte des 17. Jahrhunderts errichtet. Der Vorgängerbau war eine Holzkirche und wurde im Dreißigjährigen Krieg zerstört. Der Innenraum wurde mehrfach umgestaltet, zuletzt während der Umbauarbeiten in den 1960er Jahren.
Ende der 1990er Jahre wurde im Zuge der umfassenden Sanierung der Außenhülle im westlichen Teil eine Winterkirche eingebaut. Sie befindet sich, vom Kirchenschiff durch Holz-Glastrennwände abgeteilt, unterhalb der Empore.

## Beschreibung und Ausstattung

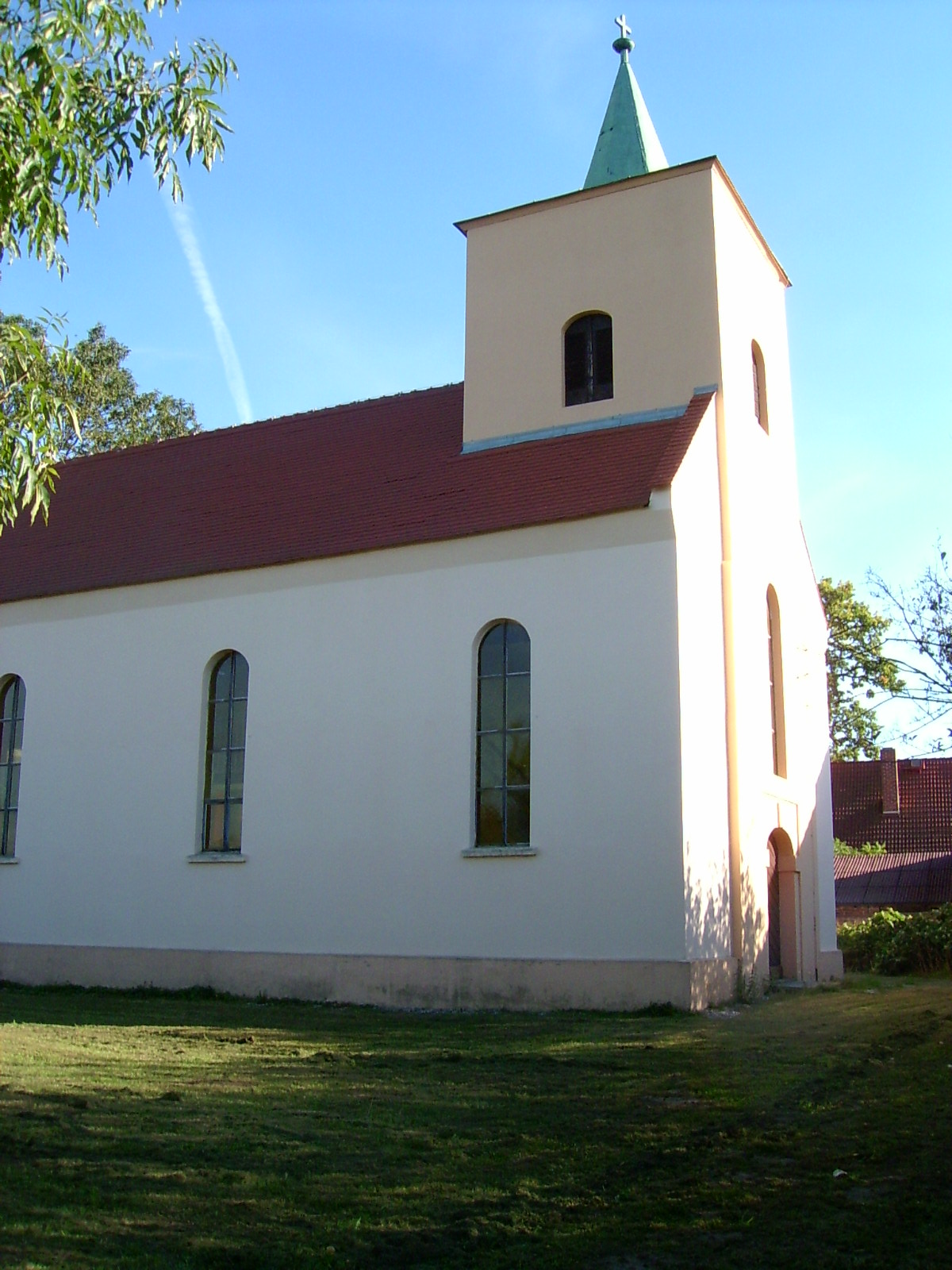
Dorfkirche Möthlitz – Ansicht von Norden

Das Gebäude besteht aus einem schlichten verputzten Saalbau mit einer polygonalen (fünfseitigen) Apsis und einem gedrungenen quadratischen Westturm, der in das Dach des Saalbaus integriert ist. Der Turm ist mit einem kurzen, eingezogen ansetzenden Zeltdach gekrönt.

Die Längswände sind mit hohen, gleichmäßig geteilten Rundbogenfenstern – jeweils drei auf Süd- und Nordseite – gegliedert. In der Apsis sind zur Belichtung drei kurze Rundbogenfenster gleicher Bauart eingebaut, wie auch im Westturm oberhalb der Eingangspforte.
Der Innenraum wird von einem hölzernen Tonnengewölbe aus dem 19. Jahrhundert überspannt.
Zur Ausstattung der Möthlitzer Kirche gehört die neuromanische Kanzel mit seitlichem Aufgang. Zur Zeit des Kirchenumbaus in den 1960er Jahren ging sie als Leihgabe in das Museum für Deutsche Geschichte nach Berlin und kehrte nach den Bauarbeiten wieder nach Möthlitz zurück. Denselben Weg hat das 1669 vom Brandenburger Domherren Matthias von Hünecke gestiftete Patronatsgestühl hinter sich. Es ist mit den Königen von Judäa, Wappen und Jahreszahlen bemalt und in sehr schlechtem Zustand.
In die Kirchenschiffswände sind zwei guterhaltene Sandstein-Grabplatten eingelassen. Sie bilden die Verstorbenen Ursula von Britzke († 1611) und Barbara von Hünecke († 1616) mit Wappen im Ganzfigurrelief ab. Letztere ist mit nach rechts gewandtem Kopf und großen, einfach zusammengelegten Händen dargestellt. Sie trägt einen steifen Halskragen, eine Wangenhaube und eine eigentümlich weite Tracht ohne jegliche Schnürung. Über den Rock fällt eine Pelerine, deren Faltenwurf gut zu erkennen ist.
Die spätgotische Sandsteintaufe stammt aus dem Jahre 1501 und ist in Form eines Pokals auf einem Stufensockel gestaltet. Sie trägt den Namen Albrecht von Hünecke und kam aus der 1982 abgetragenen Kirche in Jerchel nach Möthlitz. Die Taufschale wurde in Messing gearbeitet und ist mit Monogramm des Stifters, der Jahreszahl 1715 und der Darstellung des Sündenfalls versehen.
An der südlichen Außenwand der Kirche finden sich drei gusseiserne, wappenförmige Grabplatten der Patrone von Hünecke.
Das Altarbild mit der Darstellung des Abendmahles galt lange als verschollen und wurde erst 2006 nach aufwändiger Restaurierung wieder in den Altar eingefügt. Es kam im Zuge der Umbauarbeiten in den 1960er Jahren in das Kreismuseum Rathenow und gelangte von dort über mehrere Stationen in das Dommuseum Brandenburg. Dort wurde es 1986 wiederentdeckt. Die Rückführung des Gemäldes an die Kirchgemeinde in Möthlitz kam jedoch erst 2006 zustande.